# Crossosomatals
Crossosomatal (Crossosomatales) és un ordre de plantes amb flor.
El sistema APG II l'inclou dins dels rosids, com a part dels eudicots. En sentit estricte l'ordre de les crossosomatals consta de tres famílies:
- Família Crossosomataceae
- Família Stachyuraceae
- Família Staphyleaceae

En sentit ampli aquest ordre afegeix quatre famílies més i en total serien set famílies:
- Família Aphloiaceae
- Família Geissolomataceae
- Família Ixerbaceae
- Família Strasburgeriaceae

En el sistema Cronquist, que no reconeixia aquest ordre, les espècies estaven ubicades en els ordres Rosales, Violales i Sapindales.
L'ordre crossomatal en sentit ampli té 7 famílies distribuïdes en dotze gèneres i unes 66 espècies.
La seva distribució és cosmopolita, però no està repartida de manera uniforme (en manquen representants als Països Catalans i en gran part d'Europa).